# Elizabeth Dole
Elizabeth Hanford „Liddy” Dole (ur. 29 lipca 1936) – amerykańska polityk, senator ze stanu Karolina Północna.

## Życiorys
Była żoną republikańskiego kandydata na prezydenta z 1996 Boba Dole’a (1923–2021).
Służyła w gabinecie Reagana w latach 1983–1987 jako sekretarz transportu. Była też sekretarzem pracy w latach 1989–1990 w administracji George’a Busha.
W latach 1991–2000 była prezydentem amerykańskiego Czerwonego Krzyża.
W 2000 była krótko kandydatką na prezydenta Stanów Zjednoczonych, ale szybko zrezygnowała i poparła George’a W. Busha. Wybrana do senatu w 2002. 4 listopada 2008 przegrała walkę o drugą kadencję z demokratką Kay Hagan.
W 2024 otrzymała Prezydencki Medal Wolności.